# Penaincisalia descimoni
Penaincisalia descimoni är en fjärilsart som beskrevs av Johnson 1990. Penaincisalia descimoni ingår i släktet Penaincisalia och familjen juvelvingar. Inga underarter finns listade i Catalogue of Life.